# Federico II di Danimarca
Federico II di Danimarca (Haderslev, 1º luglio 1534 – Isola di Selandia, 4 aprile 1588) fu re di Danimarca e di Norvegia e duca di Schleswig-Holstein.

## Biografia
Federico nacque al castello di Haderslevhus, figlio del duca Cristiano di Schleswig-Holstein (poi re Cristiano III di Danimarca e Norvegia) e Dorotea di Sassonia-Lauenburg, figlia di Magnus I di Sassonia-Lauenburg. Sua madre era la sorella di Caterina, la prima moglie di Gustavo I di Svezia, e la madre di Erik XIV, suo futuro rivale.
Al momento della nascita di Federico, una guerra civile in Danimarca stava volgendo al termine (solo tre giorni dopo la nascita di Federico suo padre Cristiano divenne re di Danimarca). Il precedente re, Federico I, morì il 10 aprile dell'anno prima, ma il Consiglio del Regno, che tradizionalmente governava il regno con il re, non aveva scelto un successore, e ora la Danimarca, per più di un anno, aveva funzionato come Repubblica Aristocratica. Il padre di Federico, sebbene figlio maggiore del defunto re, non era automaticamente re di Danimarca, poiché la regalità in Danimarca non era ereditaria, ma elettiva.
Federico I e suo figlio Cristiano III erano fedeli protestanti e aderenti alla causa luterana, tuttavia, nel Consiglio del Regno, che consisteva in molti vescovi cattolici oltre a un certo numero di potenti nobili dell'antica nobiltà, c'era una maggioranza a sostegno la Chiesa Cattolica. Dopo un periodo di interregno e dopo le successive insurrezioni a favore dell'ex re Cristiano II, periodo noto come la Guerra del conte, Cristiano III vinse e fu proclamato re di una nuova Danimarca protestante.

### Erede apparente
Dopo la vittoria di Cristiano III nella Guerra del conte, il potere reale era ora tornato in Danimarca, e in modo tale che il re potesse stabilire le proprie condizioni. Nel suo haandfæstning, un documento che tutti gli ex re danesi avevano firmato, e che regola i rapporti tra re e nobiltà, ridusse il potere della nobiltà, e stabilì che il primo figlio del re doveva sempre essere considerato come erede apparente, e succedere automaticamente al padre.
Il 30 ottobre 1536 Cristiano III convocò i rappresentanti degli stati a Copenaghen, dove Federico fu formalmente proclamato erede apparente e successore al trono, concedendogli il titolo di "Principe di Danimarca". Nel 1542, il principe viaggiò per la Danimarca e fu acclamato dal popolo. Nella mezza estate del 1548 Cristiano III e suo figlio Federico, con una flotta di 7 navi e insieme a 30 nobili danesi, salparono per Oslo, dove Federico fu proclamato come erede apparente al trono del Regno di Norvegia al cospetto dell'intera nobiltà norvegese era stata convocata a Oslo.

### Educazione
Mentre Cristiano III si assicurava il controllo della Danimarca e della Norvegia, i suoi figli crebbero in seno alla famiglia.
Era la consueta visione pedagogica dell'epoca che i genitori fossero così inclini a viziare i propri figli che l'educazione dei bambini dovesse essere delegata ad altri membri della famiglia, tipicamente i nonni materni del bambino. Ma la regina Dorotea non voleva mandare via i bambini durante l'infanzia. Inoltre, sua madre era sospettata di nutrire simpatie cattoliche e, in epoca religiosa, un re luterano danese non poteva in buona coscienza esporre suo figlio alle influenze cattoliche. Un altro fattore che ha contribuito è stata probabilmente la preoccupazione della coppia reale di lasciare i bambini troppo fuori vista nella tesa situazione politica che ha prevalso nei primi dieci anni di vita di Federico.
La sua educazione, sebbene profonda e completa, era incentrata sulla dottrina ecclesiastica e luterana. Mentre un programma educativo principesco, che includeva l'apprendimento dell'arte dell'amministrazione, della diplomazia e della guerra, è stato proposto e pianificato dal cancelliere danese, non venne completato interamente poiché il rapporto del cancelliere danese con Cristiano III si deteriorò prima che l'istruzione potesse iniziare.
La vita alla corte di Cristiano III e Dorotea era intrisa di un fervente cristianesimo luterano con il quale tutti i loro figli crebbero naturalmente. Nel marzo 1538 il cancelliere Wolfgang von Utenhof propose un programma educativo per il giovane principe Federico. Doveva avere un amministratore di corte danese, ma doveva anche lavorare ed essere ispezionato quotidianamente da un ciambellano, che doveva essere un uomo affidabile e sobrio della nobiltà dell'Holstein. Il principe dovette imparare il latino, il tedesco, il danese, il francese e altre lingue, e quando crebbe dovette imparare la scherma e altri esercizi di cavalleria. Doveva avere 10-15 giovani per compagnia sia nei suoi studi che nei suoi esercizi cavallereschi.
Non è noto fino a che punto questo programma educativo sia stato seguito. Fu nominato Hans Svenning come suo precettore, un rinomato umanista danese e professore di retorica all'Università di Copenaghen. I suoi genitori si aspettavano molto dalla sua istruzione. Il figlio era ovviamente brillante e aveva una buona memoria. Molto più grande è stata la delusione e lo stupore quando è iniziarono le lezioni. Federico imparò a scrivere lettere belle e chiare, ma quando si trattava di leggere e l'ortografie, lo studente reale era "un disastro".
Per Hans Svaning, questa squilibrata ortografia di Federico poteva essere vista solo come sciatta e pigrizia, dato che il ragazzo reale sembrava per il resto abbastanza intelligente. Più e più volte, Federico è stato punito, probabilmente non solo dal maestro, ma anche dalla sua severa madre, che sarebbe ben lieta di intervenire se l'insegnamento di Svaning non fosse stato sufficiente.
A causa della pesante dislessia di Federico, fu percepito dai suoi contemporanei come illetterato e analfabeta.

### Malmö
Fu solo all'età di 20 anni che Federico fu autorizzato a tenere la propria corte al castello di Malmö, ma sotto la supervisione di Ejler Hardenberg , che fu nominato principe maestro di corte. Allo stesso tempo iniziò la formazione politica, che fu affidata a Eiler Rønnow ed Erik Rosenkrantz. Gli anni in Scania, devono essere stati per Federico una liberazione.
Mentre trascorse la sua giovinezza in Scania, divenne noto come il "Principe di Scania". Non si sa se questo titolo gli sia mai stato ufficialmente decretato.

### Gran Tour
L'unica educazione politica che Federico ricevette proveniva dalla sua stretta amicizia con suo cognato, l'elettore Augusto di Sassonia. Alcuni autori hanno successivamente affermato che Augusto era "l'unico forte supporto emotivo" che Federico ricevette in gioventù.
Augusto, che era il marito della sorella maggiore di Federico, Anna, lo prese sotto la sua ala protettrice, accompagnandolo in un viaggio attraverso il Sacro Romano Impero (1557–58). Qui Federico fece la conoscenza del nuovo imperatore, Ferdinando I alla sua incoronazione, suo figlio ed erede apparente Massimiliano, Guglielmo d'Orange e una miriade di altri principi protestanti tedeschi più importanti. L'esperienza ha alimentato in Federico un duraturo apprezzamento della grande complessità della politica tedesca e un gusto per tutto ciò che è militare.
Questo era molto preoccupante per il padre di Federico, il quale temeva che Federico avrebbe sviluppato ambizioni che avrebbero superato sia le sue capacità che le risorse dei suoi regni, e che il viaggio avrebbe infine trascinato la Danimarca-Norvegia nel vortice di politica principesca tedesca.

## Regno
Il padre di Federico, Cristiano III, morì il 1 gennaio 1559 a Koldinghus. Federico non era presente al capezzale di suo padre quando morì.
Il 12 agosto 1559 Federico firmò il suo haandfæstning e il 20 agosto 1559 fu incoronato presso la Chiesa di Nostra Signora a Copenaghen da un sovrintendente danese, con Nicolaus Palladius e Jens Skielderup che assistevano due sovrintendenti norvegesi, a simboleggiare il rapporto tra i regni di Danimarca e Norvegia. Si dice che dopo l'incoronazione si siano svolte celebrazioni per una settimana.
Poche settimane dopo la morte di suo padre, Federico si unì ai suoi zii in Holstein, Giovanni e Adolfo, in una campagna militare per conquistare il Ditmarschen, sotto Johan Rantzau. Il prozio di Federico II, re Giovanni, non era riuscito a soggiogare la repubblica contadina nel 1500, ma la campagna di Federico del 1559 fu una vittoria rapida e relativamente indolore per il regno danese. La brevità e il basso costo della campagna furono freddi conforti per i membri del Consiglio del Regno, Johan Friisin in particolare. Friis aveva avvertito Federico che una minaccia molto reale di conflitto con la Svezia incombeva all'orizzonte, ma il re non aveva ascoltato e non si era nemmeno consultato con il Consiglio sul Ditmarschen.
Tuttavia, il rapporto contraddittorio tra il re e il Consiglio migliorò in tempi relativamente brevi. Le due parti impararono rapidamente a lavorare insieme perché i loro interessi, e quelli del Regno, richiedevano che lo facessero. Fin dall'inizio, il consiglio ha investito molto potere in Federico, poiché non aveva alcun desiderio di tornare alla distruttiva quasi anarchia degli anni prima della guerra civile.
Federico II avrebbe presto imparato a giocare il gioco costituzionale, che è richiesto in una monarchia come quella danese; vale a dire per assecondare il Consiglio senza sacrificare i propri interessi reali. Ciò significava mostrare generosità all'aristocrazia attraverso vari doni e concessioni, cosa che fece in grande stile. Poco prima della firma del suo statuto di incoronazione (haandfæstning), morì Andreas von Barby, capo della Cancelleria tedesca. Barby non era molto apprezzato nel Consiglio del Regno, ma era estremamente ricco. Gli estesi feudiin suo possesso tornò alla Corona e Federico II si preoccupò di distribuire queste proprietà tra i membri di spicco del Consiglio. Durante il suo regno, ricompensò generosamente la sua aristocrazia.
La tensione tra il re e il Consiglio del Regno dopo la campagna di Ditmarschen è visibile al meglio dalle prestazioni dell'amministrazione centrale danese nella più grande crisi nazionale del regno, la Guerra del nord dei sette anni (1563–70) contro la Svezia.
Dal suo predecessore, ha ereditato la guerra di Livonia. Egli cercò di evitare il conflitto e consolidare i rapporti amichevoli con Ivan IV di Russia con la firma del Trattato di Mozhaysk nel 1562. Suo fratello Magnus fu in seguito nominato re titolare di Livonia, come vassallo dello zar Ivan IV.

### Guerra del nord dei sette anni
La competizione di Federico II con la Svezia per la supremazia nel Baltico scoppiò in una guerra aperta nel 1563, dando inizio alla Guerra del nord dei sette anni. I principali consiglieri, primo fra tutti Johan Friis, avevano temuto per diversi anni un attacco svedese, e dopo la successione al trono di Erik XIV di Svezia, uno scontro apparve inevitabile. Tuttavia, pochi consiglieri volevano la guerra e preferivano aspettare finché non fosse loro imposta, mentre Federico II preferiva un attacco preventivo. Nonostante la sua iniziale opposizione alla guerra, il Consiglio del Regno si schierò dalla parte del re. Federico II, saggiamente, non fece alcuno sforzo per escludere il consiglio dalla direzione della guerra, e sebbene mantenesse il controllo operativo principale affidò molte responsabilità ai suoi consiglieri, tra cui Holger Ottesen Rosenkrants, il maresciallo Otte Krumpen e l'ammiraglio Herluf Trolle.
Durante la guerra emerse una sola crisi costituzionale; alla fine del 1569, dopo sei anni di guerra, il Consiglio decise di non concedere al re ulteriori contributi fiscali. La guerra era stata costosa, sia in vite umane che in oro, ma dal 1565 la Danimarca non aveva ottenuto guadagni apprezzabili. Il consiglio aveva già chiesto al re di fare la pace, ma né Federico II né il suo avversario svedese erano disposti a concedere la sconfitta.
La guerra si trasformò in una guerra di logoramento estremamente costosa in cui le aree della Scania furono devastate dagli svedesi e la Norvegia fu quasi persa. Durante questa guerra, Federico II guidò personalmente il suo esercito sul campo di battaglia, ma solo con qualche piccolo successo, nel complesso senza molti risultati.
Il consiglio, tagliando il sostegno finanziario, aveva sperato di costringere il re a porre fine alla guerra. Federico II si sentì tradito e, dopo qualche riflessione, sentì che l'unica risorsa onorevole era l'abdicazione. Con la sua lettera di dimissioni in mano ai consiglieri, lasciò la capitale per andare a caccia nelle campagne. Il re, ancora celibe, non aveva eredi, e di conseguenza il Consiglio del Regno aveva buone ragioni per temere un altro interregno senza leader e persino un'altra guerra civile. Il Consiglio implorò il suo ritorno al trono e gli permise di convocare una Dieta per discutere di ulteriori contributi fiscali.
Il conflitto danneggiò i suoi rapporti con i suoi consiglieri; tuttavia, i successivi omicidi degli Sture del 24 maggio 1567 da parte del folle Erik XIV di Svezia, alla fine aiutarono a stabilizzare la situazione in Danimarca-Norvegia. Dopo che Giovanni III di Svezia, successore di Erik XIV, rifiutò di accettare una pace a favore della Danimarca-Norvegia nei Trattati di Roskilde (1568), la guerra in corso si trascinò fino alla fine con una pace sullo status quo nel Trattato di Stettino, che consentirono alla Danimarca-Norvegia di salvare la faccia, ma mostrarono anche i limiti della potenza militare danese e norvegese.
Federico II imparò molto sulla regalità durante la guerra con la Svezia. Imparò a includere il Consiglio del Regno nella maggior parte delle questioni politiche, ma apprese anche che era possibile manipolare il consiglio, persino piegarlo alla propria volontà, senza umiliarlo o minarne l'autorità. In seguito sarebbe arrivato a padroneggiare questa capacità e ad usarla ampiamente.

## Dopoguerra
Durante i diciotto anni rimanenti del suo regno, Federico II sarebbe arrivato ad attingere ampiamente dalle lezioni apprese nella guerra contro Erik XIV di Svezia. Dopo la guerra ci fu un periodo di pace nella quale la corte si spostava di residenza in residenza in tutta la campagna danese, trascorrendo buona parte del suo tempo a cacciare. Questo gli diede l'opportunità di incontrare i membri del Consiglio individualmente e in modo informale. Come richiesto dal re, il Consiglio del Regno veniva convocato una volta all'anno per riunirsi all'herredag, ma la maggior parte dei suoi affari con il consiglio veniva svolta su base individuale. Ciò assicurò un legame personale molto stretto con ogni membro del consiglio, riducendo al minimo l'opportunità per il consiglio di opporsi a lui in tutto e per tutto. Il re cacciava, banchettava e beveva con i suoi nobili consiglieri e anche con dignitari stranieri in visita, trattandoli come suoi pari e compagni eguali piuttosto che come oppositori politici o inferiori. Il cronista Ludvig Holbergha affermava che quando cenava alla sua corte, Federico II annunciava spesso che "il re non era in casa", il che segnalava ai suoi ospiti che il cerimoniale di corte era temporaneamente sospeso e che potevano parlare e scherzare a loro piacimento senza ritegno. Nel 1585 visitò la Norvegia per la prima e unica volta come re e si recò solo a Bohuslän.
Dopo la guerra, nella storia danese seguì un periodo di prosperità e crescita. La maggiore liquidità finanziaria della corona e la minore dipendenza del re dal Consiglio per i finanziamenti, gli ha permesso di essere meno frugale del suo defunto padre. Fondi considerevoli furono destinati all'espansione della flotta danese e delle strutture per il suo supporto, non solo per motivi di sicurezza ma anche per aiutare gli sforzi attivi di Federico per liberare il Mar Baltico dai pirati. L'aumento delle entrate permise inoltre a Federico II di intraprendere la costruzione della prima rete stradale nazionale della Danimarca, la cosiddetta kongevej (" Strada del re "), che collegava le città più grandi e alle residenze reali.
L'area di spesa più visibile, tuttavia, erano i castelli reali e la corte stessa. Federico spese liberamente per la ricostruzione di diverse residenze reali.
Nel 1583 si assicurò un accordo in base al quale l'Inghilterra, e successivamente anche la Francia, pagava annualmente il permesso di navigare tra i suoi possedimenti norvegesi e islandesi.
Come protettore della chiesa e quindi del clero, Federico II interveniva frequentemente nelle controversie tra clero e laici, anche quando le questioni in gioco erano banali. L '"Ordinanza sul matrimonio" di Federico II del 1582, ispirata dagli scritti di Niels Hemmingsen sull'istituzione, consentiva il divorzio per un'ampia gamma di ragioni, tra cui infedeltà, impotenza, lebbra, malattie veneree e guai con la giustizia.

## Matrimonio
Da giovane, Federico II aveva desiderato sposare la nobildonna, Anne Hardenberg, che aveva servito come dama di compagnia di sua madre, tuttavia poiché non era di nascita principesca, ciò era impossibile. Non ci sono prove che nessuno dei due avesse alcun interesse a contrarre un matrimonio morganatico e Anne Hardenberg si sposò sei mesi dopo Federico, dopo di che non ci sono contatti noti tra di loro.
I negoziati per trovare una sposa reale adatta furono molteplici durante gli anni '60 del Cinquecento, ma per lo più non portarono a nulla, spesso perché Federico insisteva fortemente di incontrare la futura sposa prima di impegnarsi con lei (tra le candidate c'era anche Elisabetta I d'Inghilterra).
Il 20 luglio 1572 si sposò con Sofia di Meclemburgo-Güstrow (4 settembre 1557–14 ottobre 1631), figlia di Ulrico III di Meclemburgo-Güstrow, discendente del re Giovanni di Danimarca, e anche sua cugina di primo grado, tramite il nonno, Federico I di Danimarca.
Il loro matrimonio fu armonioso e felice. Sofia è costantemente menzionata nel diario di Federico II come "mynt Soffye", che significa "la mia Sofia". Era una madre amorevole, che allattava personalmente i suoi figli durante le loro malattie. Quando Federico si ammalò di malaria nel 1575, lei rimase al suo capezzale e scrisse molte lettere preoccupate a suo padre sui suoi progressi.
Ebbero otto figli:
- Elisabetta (25 agosto 1573-19 giugno 1625), sposò Enrico Giulio di Brunswick-Lüneburg;
- Anna (12 dicembre 1574-2 marzo 1619), sposò Giacomo I d'Inghilterra;
- Cristiano (12 aprile 1577-28 febbraio 1648);
- Ulrico Giovanni (30 dicembre 1578-27 marzo 1624);
- Giovanni Augusto (1579-1579);
- Augusta (8 aprile 1580-5 febbraio 1639), sposò Giovanni Adolfo di Holstein-Gottorp;
- Edvige (5 agosto 1581-26 novembre 1641), sposò Cristiano II di Sassonia;
- Giovanni (9 luglio 1583-28 ottobre 1602).

## Interessi
Nonostante venga descritto come un ubriacone e illetterato non è corretto, in quanto Federico era molto intelligente. Desiderava la compagnia di uomini dotti, che componevano la sua cerchia ristretta di intellettuali, e aveva molti interessi.
Federico II fu un grande mecenate dell'Università di Copenaghen. Aumentò i fondi dell'università in modo quasi esponenziale, ampliando le dimensioni del suo personale docente e fornendo stipendi sostanzialmente più alti. Pur chiedendo standard educativi più elevati al sacerdozio, Federico II e i suoi consiglieri fornirono maggiore sostegno agli studenti poveri.
Aveva una forte propensione per la medicina paracelsiana: nel 1571 nominò Johannes Pratensis rettore della facoltà di medicina dell'Università di Copenaghen, e nello stesso anno Petrus Severinus divenne il suo medico personale.
L'interesse di Federico II per l'alchimia e l'astrologia accelerò l'ascesa dell'astronomo Tycho Brahe come pioniere della "rivoluzione scientifica" europea.
Federico ricostruì il Castello di Kronborg ad Elsinore; nel 1567 fondò la cittadina di Fredrikstad in Norvegia.

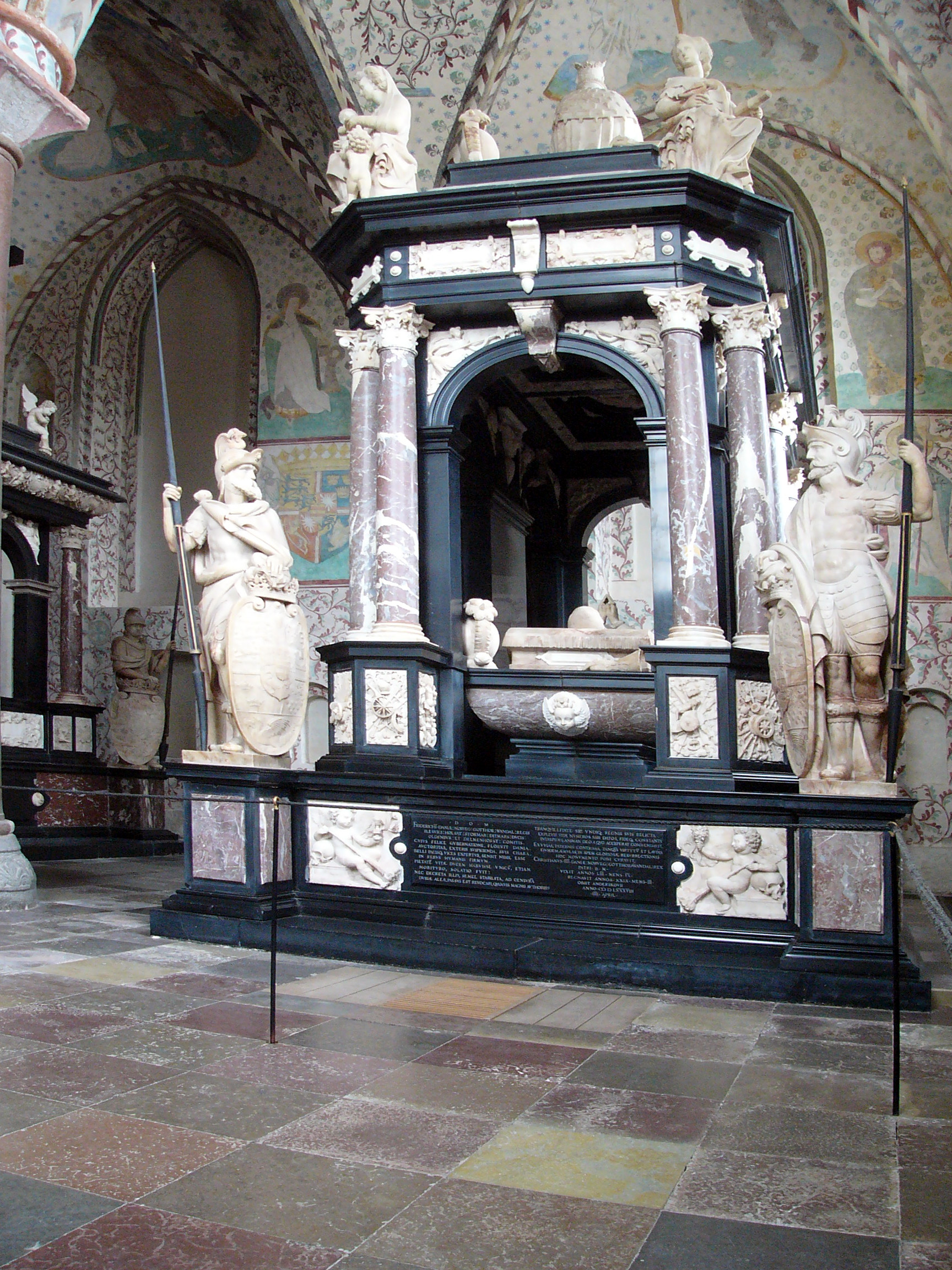
Monumento funerario di Federico II di Gert van Egen nella Cappella di Cristiano I.

## Morte
Morì il 4 aprile 1588. Fu sepolto nella cattedrale di Roskilde.

## Ascendenza
|                                   |                                  |                                    | Genitori                           |  |  | Nonni |  |  | Bisnonni                 |  |  | Trisnonni             |  |
|                                   |                                  |                                    |                                    |  |  |       |  |  | Cristiano I di Danimarca |  |  | Dietrich di Oldenburg |  |
|                                   |                                  |                                    |                                    |  |  |       |  |  | Cristiano I di Danimarca |  |  | Dietrich di Oldenburg |  |
|                                   |                                  | Edvige di Schauenburg              |                                    |  |  |       |  |  | Cristiano I di Danimarca |  |  |                       |  |
| Federico I di Danimarca           |                                  |                                    |                                    |  |  |       |  |  | Cristiano I di Danimarca |  |  |                       |  |
|                                   |                                  | Dorotea di Brandeburgo             | Giovanni l'Alchimista              |  |  |       |  |  |                          |  |  |                       |  |
|                                   |                                  | Dorotea di Brandeburgo             | Giovanni l'Alchimista              |  |  |       |  |  |                          |  |  |                       |  |
|                                   |                                  | Dorotea di Brandeburgo             | Barbara di Sassonia-Wittenberg     |  |  |       |  |  |                          |  |  |                       |  |
| Cristiano III di Danimarca        |                                  | Dorotea di Brandeburgo             |                                    |  |  |       |  |  |                          |  |  |                       |  |
|                                   |                                  | Giovanni I di Brandeburgo          | Alberto III di Brandeburgo         |  |  |       |  |  |                          |  |  |                       |  |
|                                   |                                  | Giovanni I di Brandeburgo          | Alberto III di Brandeburgo         |  |  |       |  |  |                          |  |  |                       |  |
|                                   |                                  | Giovanni I di Brandeburgo          | Margherita di Baden                |  |  |       |  |  |                          |  |  |                       |  |
| Anna del Brandeburgo              |                                  | Giovanni I di Brandeburgo          |                                    |  |  |       |  |  |                          |  |  |                       |  |
|                                   |                                  | Margherita di Sassonia             | Guglielmo III di Sassonia          |  |  |       |  |  |                          |  |  |                       |  |
|                                   |                                  | Margherita di Sassonia             | Guglielmo III di Sassonia          |  |  |       |  |  |                          |  |  |                       |  |
|                                   |                                  | Margherita di Sassonia             | Anna d'Asburgo                     |  |  |       |  |  |                          |  |  |                       |  |
| Federico II di Danimarca          |                                  | Margherita di Sassonia             |                                    |  |  |       |  |  |                          |  |  |                       |  |
|                                   | Giovanni V di Sassonia-Lauenburg | Bernardo III di Sassonia-Lauenburg |                                    |  |  |       |  |  |                          |  |  |                       |  |
|                                   | Giovanni V di Sassonia-Lauenburg | Bernardo III di Sassonia-Lauenburg |                                    |  |  |       |  |  |                          |  |  |                       |  |
|                                   | Giovanni V di Sassonia-Lauenburg | Adelaide di Pomerania-Stolp        |                                    |  |  |       |  |  |                          |  |  |                       |  |
| Magnus I di Sassonia-Lauenburg    | Giovanni V di Sassonia-Lauenburg |                                    |                                    |  |  |       |  |  |                          |  |  |                       |  |
|                                   |                                  | Dorotea di Hohenzollern            | Federico II di Brandeburgo         |  |  |       |  |  |                          |  |  |                       |  |
|                                   |                                  | Dorotea di Hohenzollern            | Federico II di Brandeburgo         |  |  |       |  |  |                          |  |  |                       |  |
|                                   |                                  | Dorotea di Hohenzollern            | Caterina di Sassonia               |  |  |       |  |  |                          |  |  |                       |  |
| Dorotea di Sassonia-Lauenburg     |                                  | Dorotea di Hohenzollern            |                                    |  |  |       |  |  |                          |  |  |                       |  |
|                                   |                                  | Enrico IV di Brunswick-Lüneburg    | Guglielmo IV di Brunswick-Lüneburg |  |  |       |  |  |                          |  |  |                       |  |
|                                   |                                  | Enrico IV di Brunswick-Lüneburg    | Guglielmo IV di Brunswick-Lüneburg |  |  |       |  |  |                          |  |  |                       |  |
|                                   |                                  | Enrico IV di Brunswick-Lüneburg    | Elisabetta di Stolberg-Wernigerode |  |  |       |  |  |                          |  |  |                       |  |
| Caterina di Braunschweig-Lüneburg |                                  | Enrico IV di Brunswick-Lüneburg    |                                    |  |  |       |  |  |                          |  |  |                       |  |
|                                   |                                  | Caterina di Pomerania-Wolgast      | Eric II di Pomerania-Wolgast       |  |  |       |  |  |                          |  |  |                       |  |
|                                   |                                  | Caterina di Pomerania-Wolgast      | Eric II di Pomerania-Wolgast       |  |  |       |  |  |                          |  |  |                       |  |
|                                   |                                  | Caterina di Pomerania-Wolgast      | Sofia di Pomerania-Stolp           |  |  |       |  |  |                          |  |  |                       |  |
|                                   |                                  | Caterina di Pomerania-Wolgast      |                                    |  |  |       |  |  |                          |  |  |                       |  |